# MMD UA
Cineverse або Сіневерс (з березня 2019 року по вересень 2020 року компанія мала назву MMD UA або ММД ЮЕЙ, ще раніше до лютого 2019 року компанія мала назву Мульті Медіа Дістріб'юшн, (ММД) або Multi Media Distribution, (MMD), ще раніше до жовтня 2014 — Аврора-фільм або Aurora Film; ще раніше до грудня 2006 року — ІнтВестДистрибушн  або IntWestDistribution) — незалежний кінодистриб'ютор провідних незалежних кінокомпаній світу в Україні.
Компанія заснована у 2000 році як «IntWestDistribution» телеканалом Інтер. У грудні 2006 компанія переформатувалася у «Aurora film», у жовтні 2014 компанія переформатувалася у Multi Media Distribution, у березні 2019 року компанія переформатувалася у MMD UA, а у жовтні 2020 року компанія переформатувалася у Cineverse.
У березні 2019 року стало відомо що вже певний час компанією MMD володіє кінотеатральна мережа Multiplex.
За підсумками 2017 року, частка компанії на українському кінопрокатному ринку була 1,7 %.

## Історія
ІнтВестДистриб'юшн з'явилась на українському ринку у 2000 році. У грудні 2006 року компанія «ІнтВестДистрибушн» переформатувалася у «Аврора». Це було викликано розходженням думок щодо подальшого стратегічного розвитку компанії «ІнтВестДистрибушн» між її власником та менеджментом; відповідно увесь склад «ІнтВестДистрибушн» разом із топ-менеджментом покинув компанію та створили медійну групу компаній «Аврора». Планувалося, що ІнтВестДистрибушн продовжить існувати на українському кіноринку, але після 2006 компанія припинила свою діяльність в Україні. Хоча згодом компанія Film.ua Group стверджувала що на базі ІнтВестДистрибушн було створено FILM.UA Distribution.
Починаючи з 2008 року, «Аврора-фільм», разом зі своїм стратегічним партнером, російською компанією «Парадіз» (рос. Парадиз), уклала договір на право кінопрокату на території України фільмів, вироблених кінокомпанією Relativity Media та інших невеликих студій не-мейджорів.
У жовтні 2014 року стався ще один розкол і з незрозумілих причин керівник підрозділу «Аврора-фільм» Роман Мартиненко припинив співпрацю з групою «Аврора» й запустив нову юридичну компанію «Мульті Медіа Дистриб'юшн» (ММД), куди у повному складі перейшла вся його колишня команда з «Аврора-фільм». Всі фільми прокатом яких до цього збиралися займатися «Аврора-фільм» опинилися у репертуарному плані ММД. Так само незмінними залишилися співпраця компанії з кінокомпаніями «Парадиз», Bazelevs Distribution, All Media тощо у сфері прокати стрічок цих компаній в Україні.
У березні 2019 року стало відомо що вже певний час MMD володіє кінотеатральна мережа Multiplex.
У лютому 2019 року компанія перебрендувалася у «MMD UA», а у вересні 2020 року у «Cineverse».

## Дистриб'ютор
Неексклюзивний та непрямий (компанія купляє права на показ стрічок у компаній-посередниць з Росії, як от Парадіз, «Централ Партнершип») дистриб'ютор таких кіностудій, як Bazelevs Distribution, Relativity Media, All Media, Exponenta Film, ACME FILM тощо.

## Власники
Згідно з офіційно інформацією, компанією "ТОВ «Кінокомпанія ММД» на 100 % володіє Ольга Шевченко, керівником є Валентин Федоренко, а підписантом — Роман Мартиненко. Згідно з офіційно інформацією, компанією "ТОВ «Мульті Медіа Дистрибьюшн» 50 % на 50 % володіє два підприємства: ТОВ "Інвестиційна Компанія «Агропромбудінвест» та ТОВ "Науково-Виробнича Фірма «Новітні Харчові Технології»; кінцевими бенефеціарами цих підприємств значаться Євген та Марина Семенови.

На сайті самого дистриб'ютора немає жодних згадок ні про Ольгу Шевченко ні про Євгена та Марину Семенових, керівником компанії значиться Роман Мартиненко (колишній директор ЗАТ «1+1 Сінема»)
У грудні 2006 компанія переформатувалася у «Aurora film», а у жовтні 2014 компанія переформатувалася у "Multi Media Distribution". У березні 2019 року стало відомо що вже певний час MMD володіє кінотеатральна мережа Multiplex. У лютому 2019 року компанія переформатувалася у «MMD UA», а у вересні 2020 року у «Cineverse»

## Частка ринку (за виторгом)
Станом на 2018 рік компанія входить до 5-ти найбільших кінодистриб'юторів України.
| № | Назва                       | Ринок у 2010       | Ринок у 2011       | Ринок у 2012       | Ринок у 2013         | Ринок у 2014         | Ринок у 2015            | Ринок у 2016            | Ринок у 2017               |
| 1 | B&H Film Distr. Company     | 43.2%              | 51%                | 48.9%              | 49.1%                | 41.4%                | 55.7%                   | 50.4%                   | 52.5%                      |
| 2 | Ukrainian Film Distribution | 20.5%              | 22.1%              | 21.5%              | 14.3%                | 26%                  | 22.8%                   | 23%                     | 21.9%                      |
| 3 | Kinomania                   | 16.6%              | 15.9%              | 9.63%              | 15%                  | 16%                  | 10.9%                   | 16.2%                   | 15.2%                      |
| 4 | MMD UA                      | 2.6%               | 4.68%              | 3.41%              | 7.75%                | 3.59%                | 3.8%                    | 1.8%                    | 1.7%                       |
| 5 | Вольга Україна              | <1 %               | <1 %               | 2.5%               | 3.6%                 | 4.1%                 | 4.3%                    | 2.7%                    | 5.7%                       |
| - | Решта                       | 17.1%              | 6.19%              | 14.1%              | 10.4%                | 8.88%                | 2.6%                    | 5.9%                    | 2.9%                       |
| - | Всього                      | 100                | 100                | 100                | 100                  | 100                  | 100                     | 100                     | 100                        |
| - |                             |                    |                    |                    |                      |                      |                         |                         |                            |
| - | К-сть стрічок у прокаті     | 166                | 242                | 259                | 327                  | 325                  | 292                     | 288                     | 294                        |
| - | К-сть відвідувачів          | 15 млн             | 17,2 млн           | 19,6 млн           | 20.4 млн             | 20,1 млн             | 21,16 млн               | 24,2 млн                | 28,9 млн                   |
| - | Середня ціна квитка         | ₴41                | ₴43                | ₴43                | ₴43                  | ₴47                  | ₴57                     | ₴67                     | ₴77,08                     |
| - | Касові збори                | ₴614 млн ($77 млн) | ₴720 млн ($90 млн) | ₴800 млн ($100 млн | ₴ 820 млн ($106 млн) | ₴943 млн ($80,4 млн) | ₴1.2 млрд. ($54,58 млн) | ₴1.70 млрд. ($63,8 млн) | 2,23 млрд грн. ($85,8 млн) |
| - | К-сть кінотеатрів           | 156                | 164                | 167                | 186                  | 167*                 | 152*                    | 160*                    | 181*                       |
| - | К-сть кіноекранів           | 350                | 370                | 376                | 443                  | 420*                 | 438*                    | 460*                    | 513*                       |
| - | % українського озвучення    | 65.6 %             | 65.2 %             | 65.7 %             | 69.3 %               | 65.5 %               | 84.8 %                  | 88.0 %                  | 87.5 %                     |
| *В зв'язку з окупацією Криму та Сходу України російськими військами, починаючи з 2014 року фактично в Україні функціонувало менше кінотеатрів: Україна втратила 22 кінотеатри де загалом розміщувалося 45 кіноекранів (без окупації у 2014 Україна б мала 189 кінотеатрів де розмішувалося б 465 кіноекранів) |                             |                    |                    |                    |                      |                      |                         |                         |                            |

## Лого

Логотип у 2000 - 2006 роках
Логотип у 2006 - 2014 роках
Логотип у 2014 - 2019 роках
Логотип у 2019 - 2020 роках
Логотип з 2020 рокуЛоготип з 2020 року

## Скандали

### Спроба скасувати впровадження українського дубляжу в кінотеатрах України (2006)
Аврора-фільм (назва компанії до 2013 року) була однією з компаній, що у 2006 році виступали проти впровадження обов'язкового дублювання іноземних фільмів українською для кінопрокату в Україні. Зокрема, керівник Аврора-фільм, Роман Мартиненко, заявляв що впровадження українського дубляжу призведе до значного зменшення прибутку для Аврора-фільм, зокрема через те що тепер вони будуть не в змозі безкоштовно отримувати російський дубляж фільмів з Росії для українського кінопрокату.

### Фільм «Номер 44» (2015)
У квітні 2015 року стало відомо, що фільм Даніеля Еспінози «Номер 44», якому до цього заборонили прокат в Росії, також не вийде в прокат і в Україні хоча до цього кінопрокатник MMD і планував прокат стрічки в Україні. Пізніше з'ясувалося, що MMD не володіє правами на прокат цієї стрічки напряму, оскільки прокатом на території усього СНД володіє російська компанія «Централ Партнершип». З'ясувалося, що український прокатник MMD взагалі не володіє напряму правами прокату іноземних кінострічок, а радше закуповує їх у російських дистриб'юторів.
Згодом, у відповідь на цей інцидент Держкіно України зазначило, що відкликання дозволу на прокат фільму «Номер 44» в Україні сталося несподівано й без попередження і що це важко вдарить фінансово та репутаційно по українському дистриб'ютору MMD. Зокрема, голова Держкіно, Пилип Іллєнко, зазначив що «ситуація з фільмом Child 44 наочно демонструє, що таке колоніальна залежність, коли всі зв'язки колонії із зовнішнім світом відбуваються виключно через метрополію. Добре, що основні українські дистриб'ютори вже давно закуповують фільми напряму у виробників».
У своїй офіційній заяві щодо цього інциденту, Держкіно підкреслило:
"Таким чином, РФ вкотре демонструє політику подвійних стандартів: з одного боку активно лаючи заборону в Україні російських пропагандистських фільмів і серіалів, Міністерство культури Росії саме вдається до заборон, проте прикривається ніби то "відмовою" дистриб'ютора від отримання прокатного посвідчення. Чому ж тоді фільм відкликали з України, де у нього з прокатним посвідченням проблем не було? Очевидно, що позиція українського Держкіно є прямо протилежною до лицемірного ставлення російської влади, яка не тільки скасовує показ у себе фільмів з критикою радянського минулого, а й нав'язує подібні заборони іншим країнам"

### Фільм «Останній богатир» (2017)
Наприкінці листопада 2017 року в Україні розгорівся скандал після появи 22 листопада 2017 року трейлеру дубльованого українською російського фільму Disney Russia "Последний богатырь" (укр. Останній богатир), де значилося що прокат стрічки має розпочатися 28 грудня 2017 року. В українській локалізації фільм мав бути повністю дубльований українською та мав вийти під назвою "Останній герой" від прокатної компанії MMD. Після негативного розголосу щодо можливого широкого українського прокату російського фільму "Останний богатир", український прокатник MMD скасували прокат стрічки в Україні.

## Зауваги
1. 1 2 3 4 5 6 7  Дані Media Resources Management (MRM)
2. ↑  У 2017 точні річні дані по касовим зборам було надано лиши 5-ма найбільшими прокатниками України: B&H, UFD, Kinomania, Volga Ukraine та MMD, що загалом випустили в прокат у 2017 році 187 унікальних фільмів (включно з тими що вийшли у прокат ще у 2016 році, але також мали прокат і у 2017). Всього у 2017 в український прокат вийшло 294 стрічки. Для всіх решти було використано дані MRM у ~2,9% ринку у 2017 році[17]
3. ↑  Зверніть увагу, дані по зборам Kinomania для 2010-2016 років є сумою загальних зборів для Kinomania, Синергії та Галеон кіно; починаючи з 2017 Синергія/Галеон де-факто не працюють, оскільки не випустили в український прокат жодного фільму
4. ↑  Частка Вольга України у 2010-2014 роках є приблизною, оскільки відсутні точні дані річних касових зборів цього кінодистиб'ютора за ці роки (у статистиці кіноекспертів "Вольга Україна" тоді входила до "решта дистриб'юторів")
5. ↑  Кількість фільмів кінопрокату, що мали дублювання або багатоголосе озвучення українською